# FA Cup 1986/87
Der FA Cup 1986/87 war die 106. Austragung des weltweit ältesten Fußballpokalturniers; The Football Association Challenge Cup, oder kurz FA Cup. Der Pokalwettbewerb endete mit dem Finale im Wembley-Stadion am 16. Mai 1987. Der Sieger dieser Austragung war Coventry City. Für Finalgegner Tottenham Hotspur war es die erste und bis dato einzige Niederlage in einem FA-Cup-Endspiel.

## Kalender
| Runde                              | Datum             |
| ---------------------------------- | ----------------- |
| Vorrunde                           |                   |
| Erste Qualifikationsrunde          |                   |
| Zweite Qualifikationsrunde         |                   |
| Dritte Qualifikationsrunde         |                   |
| Vierte Qualifikationsrunde         |                   |
| Erste Hauptrunde                   | 15. November 1986 |
| Zweite Hauptrunde                  | 6. Dezember 1986  |
| Dritte Hauptrunde                  | 10. Januar 1987   |
| Vierte Hauptrunde                  | 31. Januar 1987   |
| Fünfte Hauptrunde                  | 21. Februar 1987  |
| Sechste Hauptrunde (Viertelfinale) | 14. März 1987     |
| Halbfinale                         | 11. April 1987    |
| Finale                             | 16. Mai 1987      |

## Modus
Kompletter Überblick bei: FA Cup
Der FA Cup wird in Runden ausgespielt. Teilnehmen kann jede Mannschaft, die ein bestimmtes Leistungsniveau hat und ein angemessenes Spielfeld besitzt. Gespielt wird i. d. R. nur mit einem Hinspiel. Bei Unentschieden findet ein Rückspiel statt. Bringt auch dies keine Entscheidung werden weitere Wiederholungsspiele angesetzt; bis ein siegreiches Team ermittelt ist. Jeder Sieger erhält eine Prämie aus den Fernsehgeldern, die nach Runde gestaffelt ist.

## Hauptrunde

### Erste Hauptrunde
Die Spiele wurden am Wochenende des 15. November 1986 ausgetragen. Die Wiederholungsspiele fanden zwischen dem 17. November und 6. Dezember statt.
|                       | Ergebnis |                         |
| --------------------- | -------- | ----------------------- |
| Chester City          | 1:1      | Rotherham United        |
| FC Darlington         | 2:1      | Mansfield Town          |
| FC Dartford           | 1:1      | FC Enfield              |
| AFC Bournemouth       | 7:2      | Fareham Town            |
| Bath City             | 3:2      | Aylesbury United        |
| Bristol City          | 3:1      | FC Valley Sports Rugby  |
| Preston North End     | 5:1      | FC Bury                 |
| FC Walsall            | 2:0      | FC Chesterfield         |
| FC Woking             | 1:1      | Chelmsford City         |
| Notts County          | 1:1      | Carlisle United         |
| FC Middlesbrough      | 3:0      | FC Blackpool            |
| Swindon Town          | 4:0      | Farnborough Town        |
| FC Wrexham            | 2:1      | Hartlepool United       |
| FC Chorley            | 1:1      | Wolverhampton Wanderers |
| Bristol Rovers        | 0:0      | FC Brentford            |
| Northampton Town      | 3:0      | Peterborough United     |
| Spennymoor United     | 2:3      | Tranmere Rovers         |
| Southend United       | 4:1      | Halesowen Town          |
| Exeter City           | 1:1      | Cambridge United        |
| Scunthorpe United     | 2:0      | FC Southport            |
| Ton Pentre            | 1:4      | Cardiff City            |
| Bromsgrove Rovers     | 0:1      | AFC Newport County      |
| Port Vale             | 1:0      | Stafford Rangers        |
| Halifax Town          | 1:1      | Bolton Wanderers        |
| FC Wealdstone         | 1:1      | Swansea City            |
| FC Runcorn            | 1:1      | Boston United           |
| York City             | 3:1      | Crewe Alexandra         |
| Hereford United       | 3:3      | FC Fulham               |
| Bishop’s Stortford FC | 1:1      | Colchester United       |
| Kettering Town        | 0:3      | FC Gillingham           |
| FC Aldershot          | 1:0      | Torquay United          |
| Wigan Athletic        | 3:1      | Lincoln City            |
| Nuneaton Borough      | 0:3      | AFC Rochdale            |
| Woodford Town         | 0:1      | Leyton Orient           |
| Slough Town           | 1:1      | Bognor Regis Town       |
| Whitby Town           | 2:2      | Doncaster Rovers        |
| Telford United        | 3:0      | FC Burnley              |
| Frickley Athletic     | 0:0      | FC Altrincham           |
| Welling United        | 1:1      | Maidstone United        |
| Caernarfon Town       | 1:0      | Stockport County        |

Wiederholungsspiele
|                         | Ergebnis |                       |
| ----------------------- | -------- | --------------------- |
| Rotherham United        | 1:1      | Chester City          |
| FC Enfield              | 3:0      | FC Dartford           |
| Chelmsford City         | 2:1      | FC Woking             |
| Carlisle United         | 0:3      | Notts County          |
| Wolverhampton Wanderers | 1:1      | FC Chorley            |
| FC Brentford            | 2:0      | Bristol Rovers        |
| Cambridge United        | 2:0      | Exeter City           |
| Bolton Wanderers        | 1:1      | Halifax Town          |
| Swansea City            | 4:1      | FC Wealdstone         |
| Boston United           | 1:2      | FC Runcorn            |
| FC Fulham               | 4:0      | Hereford United       |
| Colchester United       | 2:0      | Bishop’s Stortford FC |
| Bognor Regis Town       | 0:1      | Slough Town           |
| Doncaster Rovers        | 3:2      | Whitby Town           |
| FC Altrincham           | 4:0      | Frickley Athletic     |
| Maidstone United        | 4:1      | Welling United        |

2. Wiederholungsspiele
|              | Ergebnis |                         |
| ------------ | -------- | ----------------------- |
| Halifax Town | 1:3      | Bolton Wanderers        |
| FC Chorley   | 3:0      | Wolverhampton Wanderers |
| Chester City | 1:0      | Rotherham United        |

### Zweite Hauptrunde
Die Spiele wurden am Wochenende des 6. bis 9. Dezember 1986 ausgetragen. Die Wiederholungsspiele fanden am 9. und 10. des Monats statt.
|                   | Ergebnis |                    |
| ----------------- | -------- | ------------------ |
| Chester City      | 3:1      | Doncaster Rovers   |
| FC Darlington     | 0:5      | Wigan Athletic     |
| AFC Bournemouth   | 0:1      | Leyton Orient      |
| Bristol City      | 1:1      | Bath City          |
| AFC Rochdale      | 1:4      | FC Wrexham         |
| FC Walsall        | 5:0      | Port Vale          |
| FC Gillingham     | 2:0      | Chelmsford City    |
| Notts County      | 0:1      | FC Middlesbrough   |
| Bolton Wanderers  | 2:0      | Tranmere Rovers    |
| Swindon Town      | 3:0      | FC Enfield         |
| FC Chorley        | 0:0      | Preston North End  |
| FC Fulham         | 2:0      | AFC Newport County |
| Maidstone United  | 1:0      | Cambridge United   |
| Southend United   | 4:4      | Northampton Town   |
| Scunthorpe United | 1:0      | FC Runcorn         |
| Cardiff City      | 2:0      | FC Brentford       |
| FC Aldershot      | 3:2      | Colchester United  |
| Telford United    | 1:0      | FC Altrincham      |
| Swansea City      | 3:0      | Slough Town        |
| Caernarfon Town   | 0:0      | York City          |

Wiederholungsspiele
|                   | Ergebnis |                 |
| ----------------- | -------- | --------------- |
| Bath City         | 0:3      | Bristol City    |
| Preston North End | 5:0      | FC Chorley      |
| Northampton Town  | 3:2      | Southend United |
| York City         | 1:2      | Caernarfon Town |

### Dritte Hauptrunde
Die Spiele wurden am Wochenende des 10. Januar 1987 absolviert. Nötige Wiederholungsspiele wurden für den 19. bis 31. Januar angesetzt.
|                     | Ergebnis |                        |
| ------------------- | -------- | ---------------------- |
| Bristol City        | 1:1      | Plymouth Argyle        |
| FC Watford          | 3:1      | Maidstone United       |
| FC Reading          | 1:3      | FC Arsenal             |
| Aston Villa         | 2:2      | FC Chelsea             |
| Sheffield Wednesday | 1:0      | Derby County           |
| Grimsby Town        | 1:1      | Stoke City             |
| FC Middlesbrough    | 0:1      | Preston North End      |
| Luton Town          | 0:0      | FC Liverpool           |
| FC Everton          | 2:1      | FC Southampton         |
| Shrewsbury Town     | 1:2      | Hull City              |
| FC Wrexham          | 1:2      | Chester City           |
| Sheffield United    | 0:0      | Brighton & Hove Albion |
| Ipswich Town        | 0:1      | Birmingham City        |
| Newcastle United    | 2:1      | Northampton Town       |
| Tottenham Hotspur   | 3:2      | Scunthorpe United      |
| Queens Park Rangers | 5:2      | Leicester City         |
| FC Fulham           | 0:1      | Swindon Town           |
| Coventry City       | 3:0      | Bolton Wanderers       |
| FC Portsmouth       | 2:0      | Blackburn Rovers       |
| Manchester United   | 1:0      | Manchester City        |
| Norwich City        | 1:1      | Huddersfield Town      |
| FC Millwall         | 0:0      | Cardiff City           |
| Oldham Athletic     | 1:1      | Bradford City          |
| Crystal Palace      | 1:0      | Nottingham Forest      |
| FC Wimbledon        | 2:1      | AFC Sunderland         |
| Charlton Athletic   | 1:2      | FC Walsall             |
| FC Aldershot        | 3:0      | Oxford United          |
| Wigan Athletic      | 2:1      | FC Gillingham          |
| Leyton Orient       | 1:1      | West Ham United        |
| Telford United      | 1:2      | Leeds United           |
| Swansea City        | 3:2      | West Bromwich Albion   |
| Caernarfon Town     | 0:0      | FC Barnsley            |

Wiederholungsspiele
|                        | Ergebnis |                  |
| ---------------------- | -------- | ---------------- |
| Plymouth Argyle        | 3:1      | Bristol City     |
| FC Chelsea             | 2:1      | Aston Villa      |
| Stoke City             | 1:1      | Grimsby Town     |
| FC Liverpool           | 0:0      | Luton Town       |
| Brighton & Hove Albion | 1:2      | Sheffield United |
| Huddersfield Town      | 2:4      | Norwich City     |
| Cardiff City           | 2:2      | FC Millwall      |
| Bradford City          | 5:1      | Oldham Athletic  |
| West Ham United        | 4:1      | Leyton Orient    |
| FC Barnsley            | 1:0      | Caernarfon Town  |

2. Wiederholungsspiele
|              | Ergebnis |              |
| ------------ | -------- | ------------ |
| Cardiff City | 1:0      | FC Millwall  |
| Luton Town   | 3:0      | FC Liverpool |
| Stoke City   | 6:0      | Grimsby Town |

### Vierte Hauptrunde
Die Spiele fanden vom 31. Januar bis 9. Februar 1987 statt. Die erforderlichen Wiederholungsspiele wurden am 3. und 4. Februar ausgetragen.
|                   | Ergebnis |                     |
| ----------------- | -------- | ------------------- |
| Chester City      | 1:1      | Sheffield Wednesday |
| FC Watford        | 1:0      | FC Chelsea          |
| FC Walsall        | 1:0      | Birmingham City     |
| Luton Town        | 1:1      | Queens Park Rangers |
| Swindon Town      | 1:2      | Leeds United        |
| Newcastle United  | 2:0      | Preston North End   |
| Tottenham Hotspur | 4:0      | Crystal Palace      |
| West Ham United   | 4:0      | Sheffield United    |
| Manchester United | 0:1      | Coventry City       |
| Bradford City     | 0:1      | FC Everton          |
| FC Wimbledon      | 4:0      | FC Portsmouth       |
| FC Arsenal        | 6:1      | Plymouth Argyle     |
| Stoke City        | 2:1      | Cardiff City        |
| FC Aldershot      | 1:1      | FC Barnsley         |
| Wigan Athletic    | 1:0      | Norwich City        |
| Swansea City      | 0:1      | Hull City           |

Wiederholungsspiele
|                     | Ergebnis |              |
| ------------------- | -------- | ------------ |
| Sheffield Wednesday | 3:1      | Chester City |
| Queens Park Rangers | 2:1      | Luton Town   |
| FC Barnsley         | 3:0      | FC Aldershot |

### Fünfte Hauptrunde
Die Begegnungen wurden am 21. und 22. Februar 1987 ausgetragen. Die vier Wiederholungsspiele folgten am 24. und 25. Februar sowie 2. März.
|                     | Ergebnis |                     |
| ------------------- | -------- | ------------------- |
| FC Walsall          | 1:1      | FC Watford          |
| Sheffield Wednesday | 1:1      | West Ham United     |
| Tottenham Hotspur   | 1:0      | Newcastle United    |
| FC Wimbledon        | 3:1      | FC Everton          |
| FC Arsenal          | 2:0      | FC Barnsley         |
| Leeds United        | 2:1      | Queens Park Rangers |
| Stoke City          | 0:1      | Coventry City       |
| Wigan Athletic      | 3:0      | Hull City           |

Wiederholungsspiele
|                 | Ergebnis |                     |
| --------------- | -------- | ------------------- |
| FC Watford      | 4:4      | FC Walsall          |
| West Ham United | 0:2      | Sheffield Wednesday |

2. Wiederholungsspiel
|            | Ergebnis |            |
| ---------- | -------- | ---------- |
| FC Walsall | 0:1      | FC Watford |

## Sechste Hauptrunde
Die Spiele fanden am 14. und 15. März 1987 statt.
|                     | Ergebnis |                   |
| ------------------- | -------- | ----------------- |
| Sheffield Wednesday | 1:3      | Coventry City     |
| FC Wimbledon        | 0:2      | Tottenham Hotspur |
| FC Arsenal          | 1:3      | FC Watford        |
| Wigan Athletic      | 0:2      | Leeds United      |

## Halbfinale
Die Spiele wurden am 12. April 1987 ausgetragen. Das erste Halbfinale zwischen Tottenham und Watford wurde in den Villa Park von Birmingham vergeben. Die Partie zwischen Coventry und Leeds fand im Hillsborough Stadium von Sheffield statt.
|                   | Ergebnis  |              |
| ----------------- | --------- | ------------ |
| Tottenham Hotspur | 4:1       | FC Watford   |
| Coventry City     | 3:2 n. V. | Leeds United |

## Finale
| Coventry City                                     | Coventry City | Tottenham Hotspur | Tottenham Hotspur |
| ------------------------------------------------- | --- | --- | ----------------- |
| Coventry City                                     | \| Samstag, 16. Mai 1987 in London (Wembley-Stadion) \| \| Ergebnis: 3:2 n. V. (2:2, 1:2) \| \| Zuschauer: 98.000 \| \| Schiedsrichter: Neil Midgley \| \| Spielbericht \|                                        | \| Samstag, 16. Mai 1987 in London (Wembley-Stadion) \| \| Ergebnis: 3:2 n. V. (2:2, 1:2) \| \| Zuschauer: 98.000 \| \| Schiedsrichter: Neil Midgley \| \| Spielbericht \|                                                       | Tottenham Hotspur |
| Coventry City                                     | Steve Ogrizovic – David Phillips, Greg Downs, Lloyd McGrath, Brian Kilcline (89. Graham Rodger) – Trevor Peake, Dave Bennett, Micky Gynn, Cyrille Regis – Keith Houchen, Nick Pickering Cheftrainer: John Sillett | Ray Clemence – Chris Hughton (97. Nico Claesen), Richard Gough , Gary Mabbutt, Mitchell Thomas – Osvaldo Ardiles (91. Gary Stevens), Steve Hodge, Paul Allen – Glenn Hoddle, Chris Waddle – Clive Allen Cheftrainer: David Pleat | Tottenham Hotspur |
| Coventry City                                     | 1:1 Dave Bennett (9.) 2:2 Keith Houchen (63.) 3:2 Gary Mabbutt (96., Eigentor) | 0:1 Clive Allen (2.) 1:2 Gary Mabbutt (40.) | Tottenham Hotspur |
| Samstag, 16. Mai 1987 in London (Wembley-Stadion) | | |                   |
| Ergebnis: 3:2 n. V. (2:2, 1:2)                    | | |                   |
| Zuschauer: 98.000                                 | | |                   |
| Schiedsrichter: Neil Midgley                      | | |                   |
| Spielbericht                                      | | |                   |